# Oligoryzomys arenalis
Oligoryzomys arenalis је врста глодара из породице хрчкова (лат. Cricetidae). 

## Распрострањење
Перу је једино познато природно станиште врсте.

## Станиште
Врста Oligoryzomys arenalis има станиште на копну.

## Угроженост
Ова врста није угрожена, и наведена је као последња брига јер има широко распрострањење.

### Популациони тренд
Популација ове врсте се смањује, судећи по расположивим подацима.